# Маяк Юго-Западного рифа
Маяк Юго-Западного рифа (англ. Southwest Ledge Light), также известный как маяк Нью-Хейвен-Брейкуотер (англ. New Haven Breakwater Light)  — маяк, расположенный в проливе Лонг-Айленд на волнорезе недалеко от города Нью-Хейвен,  округ Нью-Хейвен, штат Коннектикут, США. Построен в 1876 году. Автоматизирован в 1973 году. Административно принадлежит городу Нью-Хейвен.

## История
Впервые возможность строительства маяка на Юго-Западном рифе, находящемся на пути в гавань крупного города Нью-Хейвен изучалась ещё в 1845 году, но тогда строительство посчитали слишком затратным, и вместо строительства маяка на рифе был перестроен маяк Файв-Майл-Пойнт. В 1872 году Конгресс США снова рассмотрел возможность строительства маяка на рифе, и в этот раз издержки посчитали приемлемыми, и Конгресс выделил первые 50 000$ для начала строительных работ. В 1873-74 годах был насыпал волнорез, на конец которого позже построили маяк. Строительство было завершено в 1876 году и маяк был введен в эксплуатацию. Оригинальная надстройка, которую предполагалось использовать на маяке, выставлялась на Всемирной выставке 1876 года в Филадельфии, но, чтобы не задерживать постройку маяка, была изготовлена её точная копия, которую в итоге и установили на маяке .Маяк представляет собой трёхэтажную восьмиугольную башню с небольшой площадкой с перилами, стоящую на круглом бетонном фундаменте. На ее вершине была установлена линза Френеля. В 1888 году был добавлен противотуманный сигнал. В 1911 году фундамент постройки был укреплён. В 1972 Береговая охрана США автоматизировала маяк.
В 1990 году он был включен в Национальный реестр исторических мест.

## Фотографии
- Фотография 1915 года